# Equipe trinitária na Copa Davis
A equipe trinitária na Copa Davis representa Trinidad e Tobago na Copa Davis, principal competição de tênis masculina por equipes do mundo. É administrada pela Tennis TT.